# Reckoning Night
Albums de Sonata Arctica
Winterheart's Guild
(2003) For the Sake of Revenge
(2006)
Reckoning Night est le quatrième album studio du groupe de power metal finlandais Sonata Arctica, sorti en 2004.

## Dates de sortie
- 6 octobre 2004 : Japon
- 11 octobre 2004 : Europe

## Composition
- Tony Kakko – Chant
- Jani Liimatainen – Guitare
- Henrik Klingenberg – Claviers, chant saturé
- Marko Paasikoski – Basse
- Tommy Portimo – Batterie
- Nik Van-Eckmann – Voix sur "Don't Say a Word", "White Pearl, Black Oceans..." et "Wildfire")

## Liste des pistes
1. Misplaced
2. Blinded No More
3. Ain’t Your Fairytale
4. Reckoning Day, Reckoning Night…
5. Don’t Say A Word
6. The Boy Who Wanted To Be A Real Puppet
7. My Selene
8. Wildfire
9. White Pearl, Black Oceans…
10. Shamandalie
11. Wrecking the Sphere (Bonus Japon)
12. Jam (Titre caché) / World In My Eyes (Depeche Mode cover) (Bonus Mexique)
13. Two Minds, One Soul (Vanishing Point cover) (Bonus Mexique)